# Tinnitus (película de 2022)
Tinnitus es una película de dramática brasileña dirigida por Gregorio Graziosi.
La película tuvo su estreno mundial en la sección oficial (competencia latinoamericana) de la 37.ª edición del Festival Internacional de Cine de Mar del Plata.

## Sinopsis
Marina es una excelente nadadora de sincronizada. Pero de repente sufre un ataque de tinnitus -un terrible pitido en los oídos- que se interpone en su objetivo de ganar una medalla en los Juegos Olímpicos. Como resultado, abandona el deporte y se convierte en empleada de un acuario, donde realiza un espectáculo vestida de sirena. A pesar del insoportable ruido que no la deja dormir y de que su cuerpo se convierte en su mayor obstáculo, Marina no se desanima: piensa en volver a la competición y cumplir por fin su sueño olímpico.

## Elenco
- Joana de Verona como Marina
- André Guerreiro como Dr. Santos
- Jessica Messali
- Indira Nascimento como Luisa Nascimento
- Thaia Perez
- Antonio Pitanga como Inácio
- Mawusi Tulani
- Alli Willow como Teresa Klotz